# Layton School of Art

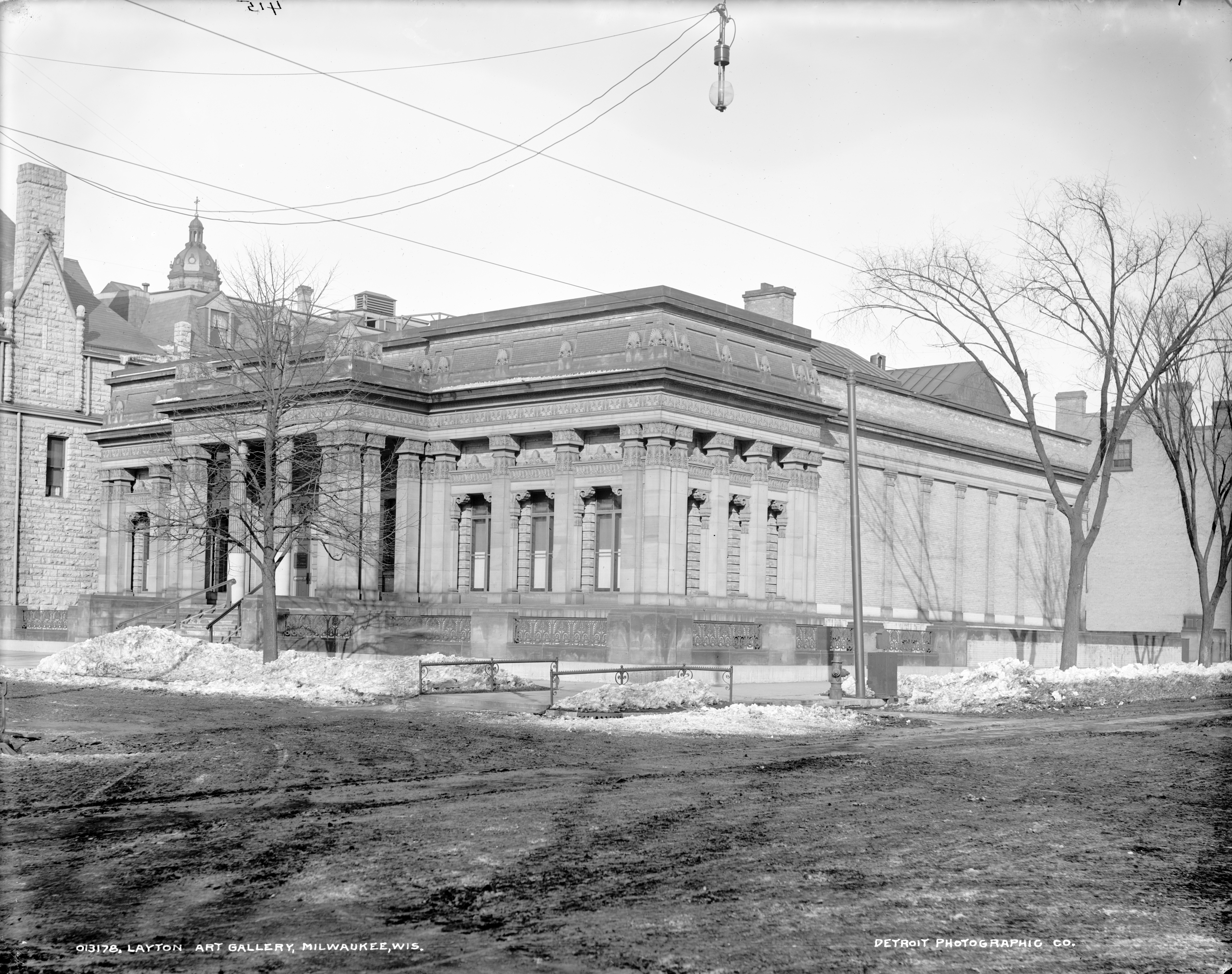
Layton Art Gallery, Milwaukee, Wis., Datum	etwa 1900

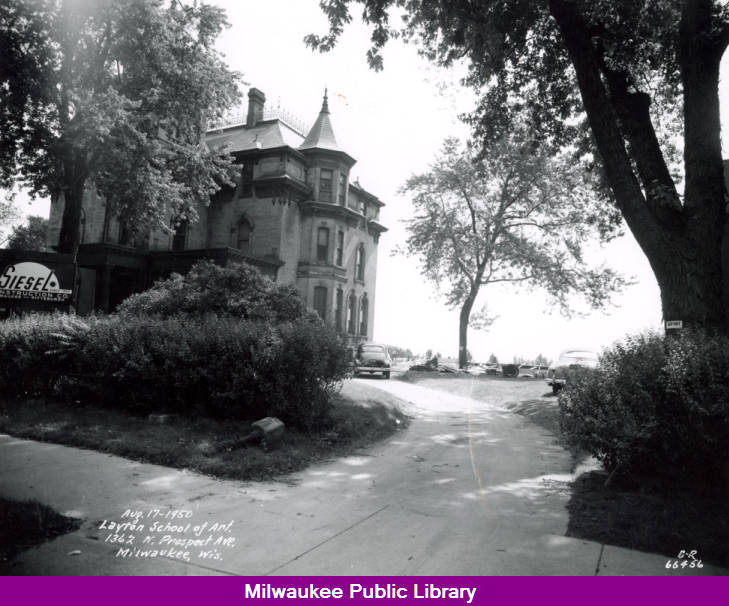
Fernansicht der Baustelle der Layton School of Art, 1951, 1362 North Prospect Avenue

Die Layton School of Art war eine Post-Sekundarschule in Milwaukee. Ursprünglich war sie der Layton Art Gallery angegliedert und wurde von Charlotte Partridge und Miriam Frink im September 1920 im Untergeschoss des Gebäudes gegründet. Sie wurde 1974 wegen Zahlungsunfähigkeit geschlossen. Bei ihrer Schließung galt die Schule als eine der fünf besten Kunstschulen in den Vereinigten Staaten und genoss einen historischen Ruf für innovative Methoden in der Kunsterziehung.
Ein neuer Campus wurde 1951 an der Ostseite von Milwaukee in 1362 North Prospect Avenue errichtet. Dieses Gebäude wurde 1970 im Zuge des Baus des Park East Freeway abgerissen und die Schule zog an einen neuen Standort in der 4650 North Port Washington Road um.
Layton galt als eine der fortschrittlichsten Kunstschulen in den Vereinigten Staaten und leistete in der Kunsterziehung in mehreren Bereichen Pionierarbeit.